# Alfred Selbiger
Alfred Selbiger (* 3. Mai 1914 in Berlin; † im Dezember 1942 im KZ Sachsenhausen oder im Außenlager Lichterfelde) war ein Jugendleiter und Opfer des Holocaust.

## Leben

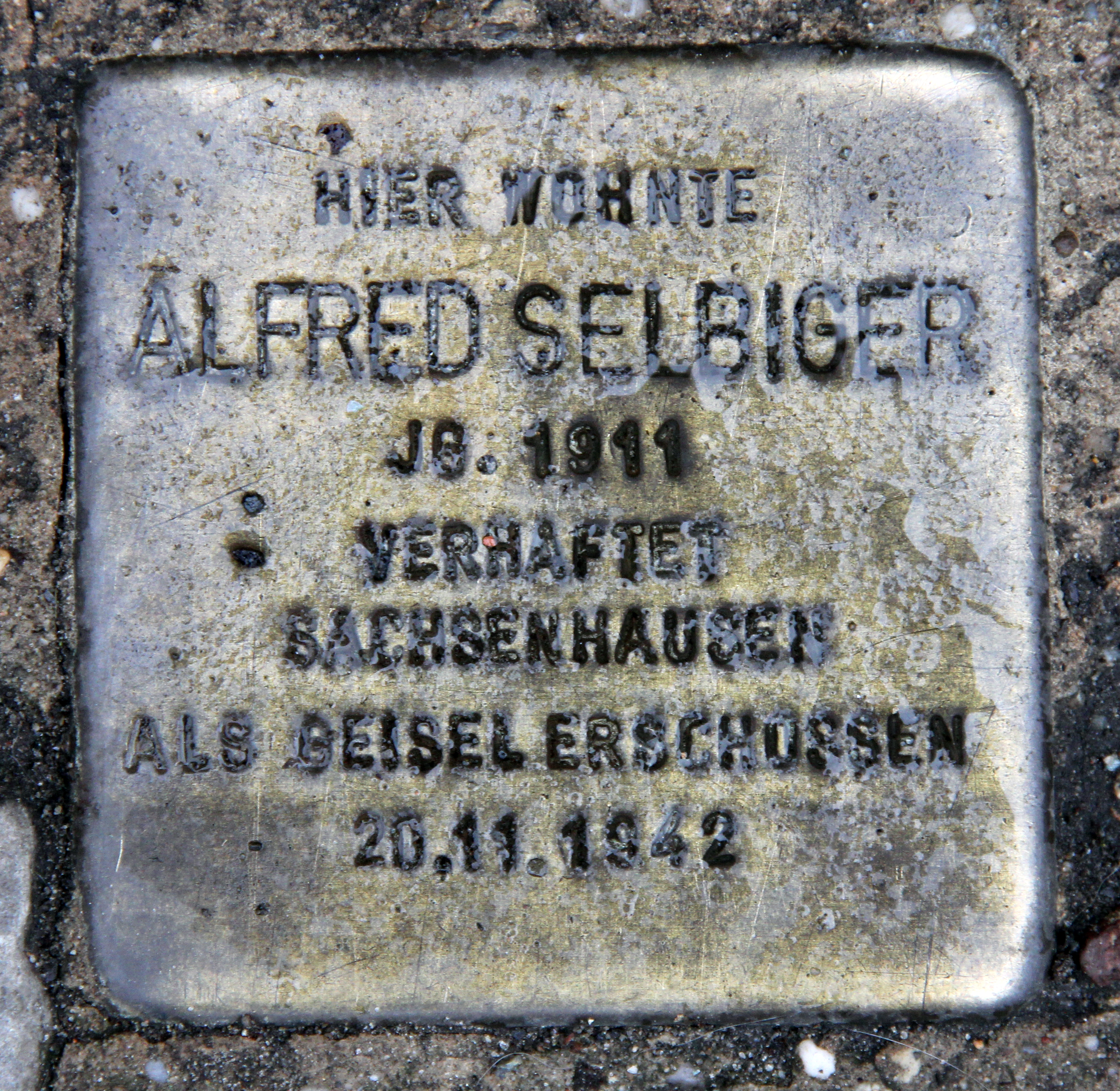
Stolperstein am Haus, Güldenhofer Ufer 10, in Berlin-Baumschulenweg (falsches Todesdatum!)

Alfred Selbiger, Sohn des Lehrers Heinrich Selbiger, studierte Medizin und besuchte ein Rabbinerseminar. Seit 1933 leitete er zionistische Jugendgruppen in Berlin und war 1938/39 Jugendleiter auf Gut Havelberg zur landwirtschaftlichen sowie handwerklichen Ausbildung von Palästina-Pionieren (Hachschara). Er lernte dort Erika Katz kennen, die er 1939 heiratete. Anschließend arbeitete er wieder von Berlin aus für die Jugendauswanderung im Palästinaamt. 
Ab 1941 war er in der Finanzabteilung der Reichsvereinigung der Juden in Deutschland tätig. Im Verborgenen engagierte er sich weiter für den Hechaluz.
Selbiger wurde nach der „Gemeinde-Aktion“ Anfang Dezember 1942 als Geisel mit weiteren 19 Mitgliedern der Reichsvereinigung für nicht zur Deportation erschienene Juden verhaftet und mit einigen weiteren leitenden Mitarbeitern der Reichsvereinigung bzw. der Jüdischen Gemeinde zu Berlin von der SS erschossen. Als amtliches Sterbedatum wurde der 1. Dezember 1942 angegeben. Auch seine Frau und seine Eltern wurden Opfer des Holocaust.
Im Jahr 2008 wurden an seinem Wohnsitz Güldenhofer Ufer 10 in Baumschulenweg Stolpersteine für ihn und seine Familie gestiftet.